# تنقيط أنفي خلفي
تنقيط أنفي خلفي أو قطر أنفي خلفي أو قطر منعري (بالإنجليزية: Post-nasal drip)‏. هو نزول الإفرازات الأنفية من المنطقة الخلفية من الأنف إلى الحلق، ويحدث عندما يتم إنتاج المخاط بكميات مفرطة بواسطة الغشاء المخاطي للأنف، ويتراكم المخاط الزائد في الحلق أو مؤخرة الأنف، ويحدث ذلك في حالات الْتِهاب الأَنْف، أو في حالة الْتِهاب الجُيوب المزمن، أو مرض الارتجاع المعدي المريئي (GERD) أو بسبب اضطراب في البلع (مثل اضطراب حركة المريء)، كما يمكن أن يحدث بسبب الحساسية، أو البرد، أو الأنفلونزا، وكذلك نتيجة الأدوية وغيرها من الأسباب. ومع ذلك، يقول باحثون آخرون إن المخاط الذي يقطر للخلف من تجويف الأنف للحلق هو عملية فسيولوجية طبيعية تحدث لدى الأفراد الأصحاء. لكن تستدعي الانتباه إذا استمرت لفترة طويلة.

## أسبابه
- الإصابة بالحساسية والتحسس المزمن أو الموسمي.
- الإصابة بالرشح أو الزكام.
- الإصابة بعدوى فيروسية أو بكتيرية في الجهاز التنفسي.
- الارتجاع المعدي المريئي
- التهاب الجيوب الأنفية
- قد يكون هناك دور للهرمونات في ذلك حيث يعد الحمل من الأسباب التي تزيد فرصة حدوث هذا العرض.
- قد يكون هذا العرض عبارة عن عرض جانبي لعلاجات يتناولها المصاب، ومن أكثر أنواع العلاجات التي قد تتسبب بظهور هذا العرض: العلاجات الموصوفة لخفض ضغط الدم أو علاجات موانع الحمل الهرمونية.
- التحسس من بعض الأطعمة أو الروائح أو الغبار أو حبوب اللقاح أو التعرض لاختلاف درجة الحرارة .
- الاستعداد الجيني والوراثي والأمراض المناعية

## أعراضه ومضاعفاته
- رائحة الفم الكريهة
- الارتجاع المعدي المريئي وحرقة الفؤاد[5]
- التهاب الحنجرة و فرط الاستجابة، وتهيج البلعوم مما قد يؤدي إلى خلل الأحبال الصوتية[6][7]
- العطاس المستمر
- صعوبة التنفس من الأنف (بسبب معاوقة المخاط لمجرى الهواء)
- كثرة التنحنح (الاضطرار للتنحنح لتسليك القناة التنفسية) [8]
- الإصابة المتكررة بالتهاب الحلق
- عدم القدرة على النوم بأريحية
- الشعور بامتلاء الحلق
- الإحساس بابتلاع الإفرازات المخاطية

## علاجه
يتم علاج هذا العرض بعلاج المسبب الأساسي له، ومن الممكن وصف مضادات الهستامين لتخفيف من حدة الأعراض في بعض الأحيان التي يكون سببها الحساسية، ويمكن أن يكون للجيل الأول من مضادات الهيستامين آثار جانبية بما في ذلك النعاس. وقد تخفف أيضًا الستيرويدات الأنفية، مثل بروبيونات الفلوتيكازون من ذلك العَرَض.